# National Basketball Association 2016-2017
La stagione della National Basketball Association 2016-2017 è la 71ª edizione del campionato NBA.

## Squadre partecipanti
- Atlanta Hawks
- Boston Celtics
- Brooklyn Nets
- Charlotte Hornets
- Chicago Bulls
- Cleveland Cavaliers
- Dallas Mavericks
- Denver Nuggets
- Detroit Pistons
- G.S. Warriors

- Houston Rockets
- Indiana Pacers
- L.A. Clippers
- L.A. Lakers
- Memphis Grizzlies
- Miami Heat
- Milwaukee Bucks
- Minnesota T'wolves
- N.O. Pelicans
- N.Y. Knicks

- Oklahoma Thunder
- Orlando Magic
- Philadelphia 76ers
- Phoenix Suns
- Portland T. Blazers
- Sacramento Kings
- San Antonio Spurs
- Toronto Raptors
- Utah Jazz
- Wash. Wizards

## Classifica

### Classifica per Division

#### Western Conference
Northwest Division
|    | Classifica          | V  | P  | %    |
| -- | ------------------- | -- | -- | ---- |
| 1. | Utah Jazz           | 51 | 31 | 62,2 |
| 2. | Oklahoma Thunder    | 47 | 35 | 57,3 |
| 3. | Portland T. Blazers | 41 | 41 | 50,0 |
| 4. | Denver Nuggets      | 40 | 42 | 48,8 |
| 5. | Minnesota T'wolves  | 31 | 51 | 37,8 |

Pacific Division
|    | Classifica       | V  | P  | %    |
| -- | ---------------- | -- | -- | ---- |
| 1. | G.S. Warriors    | 67 | 15 | 81,7 |
| 2. | L.A. Clippers    | 51 | 31 | 62,2 |
| 3. | Sacramento Kings | 32 | 50 | 39,0 |
| 4. | L.A. Lakers      | 26 | 56 | 31,7 |
| 5. | Phoenix Suns     | 24 | 58 | 29,3 |

Southwest Division
|    | Classifica        | V  | P  | %    |
| -- | ----------------- | -- | -- | ---- |
| 1. | San Antonio Spurs | 61 | 21 | 74,4 |
| 2. | Houston Rockets   | 55 | 27 | 67,1 |
| 3. | Memphis Grizzlies | 43 | 39 | 52,4 |
| 4. | N.O. Pelicans     | 34 | 48 | 41,5 |
| 5. | Dallas Mavericks  | 33 | 49 | 40,2 |

#### Eastern Conference
Atlantic Division
|    | Classifica         | V  | P  | %    |
| -- | ------------------ | -- | -- | ---- |
| 1. | Boston Celtics     | 53 | 29 | 64,6 |
| 2. | Toronto Raptors    | 51 | 31 | 62,2 |
| 3. | N.Y. Knicks        | 31 | 51 | 37,8 |
| 4. | Philadelphia 76ers | 28 | 54 | 25,0 |
| 5. | Brooklyn Nets      | 20 | 62 | 24,4 |

Central Division
|    | Classifica          | V  | P  | %    |
| -- | ------------------- | -- | -- | ---- |
| 1. | Cleveland Cavaliers | 51 | 31 | 62,2 |
| 2. | Milwaukee Bucks     | 42 | 40 | 51,2 |
| 3. | Indiana Pacers      | 42 | 40 | 51,2 |
| 4. | Chicago Bulls       | 41 | 41 | 50,0 |
| 5. | Detroit Pistons     | 37 | 45 | 45,1 |

Southeast Division
|    | Classifica        | V  | P  | %    |
| -- | ----------------- | -- | -- | ---- |
| 1. | Wash. Wizards     | 49 | 33 | 59,8 |
| 2. | Atlanta Hawks     | 43 | 39 | 52,4 |
| 3. | Miami Heat        | 41 | 41 | 50,0 |
| 4. | Charlotte Hornets | 36 | 46 | 43,9 |
| 5. | Orlando Magic     | 29 | 53 | 35,4 |

### Classifica per conference
Western Conference 
|     | Classifica          | V  | P  | %    |
| --- | ------------------- | -- | -- | ---- |
| 1.  | G.S. Warriors       | 67 | 15 | 81,7 |
| 2.  | San Antonio Spurs   | 61 | 21 | 74,4 |
| 3.  | Houston Rockets     | 55 | 27 | 67,1 |
| 4.  | L.A. Clippers       | 51 | 31 | 62,2 |
| 5.  | Utah Jazz           | 51 | 31 | 62,2 |
| 6.  | Oklahoma Thunder    | 47 | 35 | 57,3 |
| 7.  | Memphis Grizzlies   | 43 | 39 | 52,4 |
| 8.  | Portland T. Blazers | 41 | 41 | 50,0 |
| 9.  | Denver Nuggets      | 40 | 42 | 48,8 |
| 10. | N.O. Pelicans       | 34 | 48 | 41,5 |
| 11. | Dallas Mavericks    | 33 | 49 | 40,2 |
| 12. | Sacramento Kings    | 32 | 50 | 39,0 |
| 13. | Minnesota T'wolves  | 31 | 51 | 37,8 |
| 14. | L.A. Lakers         | 26 | 56 | 31,7 |
| 15. | Phoenix Suns        | 24 | 58 | 29,3 |

 Eastern Conference 
|     | Classifica          | V  | P  | %    |
| --- | ------------------- | -- | -- | ---- |
| 1.  | Boston Celtics      | 53 | 29 | 64,6 |
| 2.  | Cleveland Cavaliers | 51 | 31 | 62,2 |
| 3.  | Toronto Raptors     | 51 | 31 | 62,2 |
| 4.  | Wash. Wizards       | 49 | 33 | 59,8 |
| 5.  | Atlanta Hawks       | 43 | 39 | 52,4 |
| 6.  | Milwaukee Bucks     | 42 | 40 | 52,4 |
| 7.  | Indiana Pacers      | 42 | 40 | 51,2 |
| 8.  | Chicago Bulls       | 41 | 41 | 50,0 |
| 9.  | Miami Heat          | 41 | 41 | 50,0 |
| 10. | Detroit Pistons     | 37 | 45 | 45,1 |
| 11. | Charlotte Hornets   | 36 | 46 | 43,9 |
| 12. | N.Y. Knicks         | 31 | 51 | 37,8 |
| 13. | Orlando Magic       | 29 | 53 | 35,4 |
| 14. | Philadelphia 76ers  | 28 | 54 | 34,1 |
| 15. | Brooklyn Nets       | 20 | 62 | 24,4 |

Classifica aggiornata al 13 aprile 2017

## Statistiche

### Statistiche Individuali
| Categoria          | Giocatore         | Team                                  | Statistiche |
| ------------------ | ----------------- | ------------------------------------- | ----------- |
| Punti              | Russell Westbrook | Oklahoma City Thunder                 | 31.6        |
| Rimbalzi           | Hassan Whiteside  | Miami Heat                            | 14.1        |
| Assists            | James Harden      | Houston Rockets                       | 11.2        |
| Palle Rubate       | Draymond Green    | Golden State Warriors                 | 2.03        |
| Stoppate           | Rudy Gobert       | Utah Jazz                             | 2.64        |
| Palle Perse        | James Harden      | Houston Rockets                       | 5.7         |
| Falli              | DeMarcus Cousins  | Sacramento Kings/New Orleans Pelicans | 3.9         |
| Minuti per partita | LeBron James      | Cleveland Cavaliers                   | 37.8        |
| FG%                | DeAndre Jordan    | Los Angeles Clippers                  | 71.4%       |
| FT%                | C.J. McCollum     | Portland Trail Blazers                | 91.2%       |
| 3FG%               | Kyle Korver       | Atlanta Hawks/Cleveland Cavaliers     | 45.1%       |
| Efficienza         | Russell Westbrook | Oklahoma City Thunder                 | 30.7        |
| Doppia-doppia      | James Harden      | Houston Rockets                       | 64          |
| Triple-doppie      | Russell Westbrook | Oklahoma City Thunder                 | 42          |

### Record individuali per gara
| Categoria    | Giocatore         | Team                  | Statistiche |
| ------------ | ----------------- | --------------------- | ----------- |
| Punti        | Devin Booker      | Phoenix Suns          | 70          |
| Rimbalzi     | Hassan Whiteside  | Miami Heat            | 25          |
| Rimbalzi     | DeAndre Jordan    | Los Angeles Clippers  | 25          |
| Rimbalzi     | Rudy Gobert       | Utah Jazz             | 25          |
| Assists      | Russell Westbrook | Oklahoma City Thunder | 22          |
| Palle Rubate | Draymond Green    | Golden State Warriors | 10          |
| Stoppate     | Robin Lopez       | Chicago Bulls         | 8           |
| Stoppate     | Brook Lopez       | Brooklyn Nets         | 8           |
| Stoppate     | Rudy Gobert       | Utah Jazz             | 8           |
| Tiri da Tre  | Stephen Curry     | Golden State Warriors | 13          |

### Statistiche per squadra
| Categoria             | Team                  | Statistiche |
| --------------------- | --------------------- | ----------- |
| Punti per gara        | Golden State Warriors | 116.0       |
| Rimbalzi per gara     | Oklahoma City Thunder | 46.6        |
| Assists per gara      | Golden State Warriors | 30.4        |
| Palle rubate per gara | Golden State Warriors | 9.5         |
| Stoppate per gara     | Golden State Warriors | 6.7         |
| Palle perse per gara  | Philadelphia 76ers    | 16.0        |
| FG%                   | Golden State Warriors | 49.5%       |
| FT%                   | Charlotte Hornets     | 81.5%       |
| 3FG%                  | San Antonio Spurs     | 39.1%       |
| +/−                   | Golden State Warriors | +11.6       |

## Premi
| Premio                                   | Vincitore                                 | Finalisti |
| ---------------------------------------- | ----------------------------------------- | --- |
| Most Valuable Player                     | Russell Westbrook (Oklahoma City Thunder) | James Harden (Houston Rockets) Kawhi Leonard (San Antonio Spurs) Russell Westbrook (Oklahoma City Thunder)             |
| Defensive Player of the Year             | Draymond Green (Golden State Warriors)    | Rudy Gobert (Utah Jazz) Draymond Green (Golden State Warriors) Kawhi Leonard (San Antonio Spurs)                       |
| Rookie of the Year                       | Malcolm Brogdon (Milwaukee Bucks)         | Malcolm Brogdon (Milwaukee Bucks) Joel Embiid (Philadelphia 76ers) Dario Šarić (Philadelphia 76ers)                    |
| Sixth Man of the Year                    | Eric Gordon (Houston Rockets)             | Eric Gordon (Houston Rockets) Andre Iguodala (Golden State Warriors) Lou Williams (Los Angeles Lakers/Houston Rockets) |
| Most Improved Player                     | Giannīs Antetokounmpo (Milwaukee Bucks)   | Giannīs Antetokounmpo (Milwaukee Bucks) Rudy Gobert (Utah Jazz) Nikola Jokić (Denver Nuggets)                          |
| Coach of the Year                        | Mike D'Antoni (Houston Rockets)           | Mike D'Antoni (Houston Rockets) Gregg Popovich (San Antonio Spurs) Erik Spoelstra (Miami Heat)                         |
| Executive of the Year                    | Bob Myers (Golden State Warriors)         | |
| NBA Sportsmanship Award                  | Kemba Walker (Charlotte Hornets)          | |
| J. Walter Kennedy Citizenship Award      | LeBron James (Cleveland Cavaliers)        | |
| Twyman-Stokes Teammate of the Year Award | Dirk Nowitzki (Dallas Mavericks)          | |

- All-NBA First Team:[3]
  - F Kawhi Leonard, San Antonio Spurs
  - F LeBron James, Cleveland Cavaliers
  - C Anthony Davis, New Orleans Pelicans
  - G James Harden, Houston Rockets
  - G Russell Westbrook, Oklahoma City Thunder

- All-NBA Second Team:
  - F Kevin Durant, Golden State Warriors
  - F Giannīs Antetokounmpo, Milwaukee Bucks
  - C Rudy Gobert, Utah Jazz
  - G Stephen Curry, Golden State Warriors
  - G Isaiah Thomas, Boston Celtics

- All-NBA Third Team:
  - F Jimmy Butler, Chicago Bulls
  - F Draymond Green, Golden State Warriors
  - C DeAndre Jordan, Los Angeles Clippers
  - G DeMar DeRozan, Toronto Raptors
  - G John Wall, Washington Wizards

- NBA All-Defensive First Team:
  - F Kawhi Leonard, San Antonio Spurs
  - F Draymond Green, Golden State Warriors
  - C Rudy Gobert, Utah Jazz
  - G Chris Paul, Los Angeles Clippers
  - G Patrick Beverley, Houston Rockets

- NBA All-Defensive Second Team:
  - F Giannīs Antetokounmpo, Milwaukee Bucks
  - F André Roberson, Oklahoma City Thunder
  - C Anthony Davis, New Orleans Pelicans
  - G Tony Allen, Memphis Grizzlies
  - G Danny Green, San Antonio Spurs

- NBA All-Rookie First Team:
  - F Guillermo Hernangómez, New York Knicks
  - F Dario Šarić, Philadelphia 76ers
  - C Joel Embiid, Philadelphia 76ers
  - G Malcolm Brogdon, Milwaukee Bucks
  - G Buddy Hield, New Orleans Pelicans / Sacramento Kings

- NBA All-Rookie Second Team:
  - F Jaylen Brown, Boston Celtics
  - F Brandon Ingram, Los Angeles Lakers
  - C Marquese Chriss, Phoenix Suns
  - G Yogi Ferrell, Brooklyn Nets

/ Dallas Mavericks
- - G Jamal Murray, Denver Nuggets

### Giocatore della settimana
| Settimana | Eastern Conference                            | Western Conference                                | Ref.   |
| --------- | --------------------------------------------- | ------------------------------------------------- | ------ |
| Ott. 31   | LeBron James (Cleveland Cavaliers) (1/4)      | Russell Westbrook (Oklahoma City Thunder) (1/4)   | [ 4 ]  |
| Nov. 7    | LeBron James (Cleveland Cavaliers) (2/4)      | George Hill (Utah Jazz) (1/1)                     | [ 5 ]  |
| Nov. 14   | DeMar DeRozan (Toronto Raptors) (1/4)         | James Harden (Houston Rockets) (1/4)              | [ 6 ]  |
| Nov. 21   | Jimmy Butler (Chicago Bulls) (1/3)            | Anthony Davis (New Orleans Pelicans) (1/1)        | [ 7 ]  |
| Nov. 28   | Kevin Love (Cleveland Cavaliers) (1/1)        | Kevin Durant (Golden State Warriors) (1/1)        | [ 8 ]  |
| Dic. 5    | Giannīs Antetokounmpo (Milwaukee Bucks) (1/1) | Russell Westbrook (Oklahoma City Thunder) (2/4)   | [ 9 ]  |
| Dic. 12   | LeBron James (Cleveland Cavaliers) (3/4)      | Marc Gasol (Memphis Grizzlies) (1/1)              | [ 10 ] |
| Dic. 19   | DeMar DeRozan (Toronto Raptors) (2/4)         | James Harden (Houston Rockets) (2/4)              | [ 11 ] |
| Dic. 26   | Isaiah Thomas (Boston Celtics) (1/2)          | Russell Westbrook (Oklahoma City Thunder) (3/4)   | [ 12 ] |
| Gen. 2    | John Wall (Washington Wizards) (1/2)          | James Harden (Houston Rockets) (3/4)              | [ 13 ] |
| Gen. 9    | Jimmy Butler (Chicago Bulls) (2/3)            | Stephen Curry (Golden State Warriors) (1/3)       | [ 14 ] |
| Gen. 16   | DeMar DeRozan (Toronto Raptors) (3/4)         | Gordon Hayward (Utah Jazz) (1/1)                  | [ 15 ] |
| Gen. 23   | Joel Embiid (Philadephia 76ers) 1/1           | Kawhi Leonard (San Antonio Spurs) 1/2             | [ 15 ] |
| Gen. 30   | Dion Waiters (Miami Heat) 1/1                 | DeMarcus Cousins (Sacramento Kings) 1/1           | [ 15 ] |
| Feb. 6    | Isaiah Thomas (Boston Celtics) (2/2)          | Stephen Curry (Golden State Warriors) (2/3)       | [ 15 ] |
| Feb. 13   | LeBron James (Cleveland Cavaliers) (4/4)      | Blake Griffin (Los Angeles Clippers) 1/1          | [ 15 ] |
| Mar. 6    | Kemba Walker (Charlotte Hornets) (1/1)        | Kawhi Leonard (San Antonio Spurs) 2/2             | [ 15 ] |
| Mar. 13   | John Wall (Washington Wizards) (2/2)          | Karl-Anthony Towns (Minnesota Timberwolves) (1/1) | [ 15 ] |
| Mar. 20   | Hassan Whiteside (Miami Heat) (1/1)           | Damian Lillard (Portland Trail Blazers) (1/1)     | [ 16 ] |
| Mar. 27   | DeMar DeRozan (Toronto Raptors) (4/4)         | James Harden (Houston Rockets) (4/4)              | [ 17 ] |
| Apr. 3    | Jimmy Butler (Chicago Bulls) (3/3)            | Stephen Curry (Golden State Warriors) (3/3)       | [ 18 ] |
| Apr. 10   | Paul George (Indiana Pacers) (1/1)            | Russell Westbrook (Oklahoma City Thunder) (4/4)   | [ 19 ] |

### Giocatore del mese
| Mese             | Eastern Conference                            | Western Conference                                                                     | Ref.   |
| ---------------- | --------------------------------------------- | -------------------------------------------------------------------------------------- | ------ |
| Ottobre/Novembre | LeBron James (Cleveland Cavaliers) (1/2)      | Russell Westbrook (Oklahoma City Thunder) (1/2)                                        | [ 20 ] |
| Dicembre         | John Wall (Washington Wizards) (1/1)          | James Harden (Houston Rockets) (1/1)                                                   | [ 21 ] |
| Gennaio          | Isaiah Thomas (Boston Celtics) (1/1)          | Stephen Curry (Golden State Warriors) (1/1) Kevin Durant (Golden State Warriors) (1/1) | [ 22 ] |
| Febbraio         | LeBron James (Cleveland Cavaliers) (2/2)      | Russell Westbrook (Oklahoma City Thunder) (2/2)                                        | [ 23 ] |
| Marzo            | Giannīs Antetokounmpo (Milwaukee Bucks) (1/1) | Damian Lillard (Portland Trail Blazers) (1/1)                                          | [ 24 ] |
| Aprile           | Paul George (Indiana Pacers) (1/1)            | Chris Paul (Los Angeles Clippers) (1/1)                                                | [ 25 ] |

### Rookie del mese
| Mese             | Eastern Conference                            | Western Conference                       | Ref.   |
| ---------------- | --------------------------------------------- | ---------------------------------------- | ------ |
| Ottobre/Novembre | Joel Embiid (Philadelphia 76ers) (1/3)        | Jamal Murray (Denver Nuggets) (1/1)      | [ 26 ] |
| Dicembre         | Joel Embiid (Philadelphia 76ers) (2/3)        | Buddy Hield (New Orleans Pelicans) (1/2) | [ 27 ] |
| Gennaio          | Joel Embiid (Philadelphia 76ers) (3/3)        | Marquese Chriss (Phoenix Suns) (1/1)     | [ 28 ] |
| Febbraio         | Dario Šarić (Philadelphia 76ers) (1/2)        | Yogi Ferrell (Dallas Mavericks) (1/1)    | [ 29 ] |
| Marzo            | Dario Šarić (Philadelphia 76ers) (2/2)        | Buddy Hield (Sacramento Kings) (2/2)     | [ 30 ] |
| Aprile           | Guillermo Hernangómez (New York Knicks) (1/1) | Tyler Ulis (Phoenix Suns) (1/1)          | [ 31 ] |

### Allenatore del mese
| Mese             | Eastern Conference                      | Western Conference                          | Ref.   |
| ---------------- | --------------------------------------- | ------------------------------------------- | ------ |
| Ottobre/Novembre | Tyronn Lue (Cleveland Cavaliers) (1/1)  | Steve Kerr (Golden State Warriors) (1/2)    | [ 32 ] |
| Dicembre         | Dwane Casey (Toronto Raptors) (1/1)     | Mike D'Antoni (Houston Rockets) (1/1)       | [ 33 ] |
| Gennaio          | Scott Brooks (Washington Wizards) (1/1) | Steve Kerr (Golden State Warriors) (2/2)    | [ 34 ] |
| Febbraio         | Erik Spoelstra (Miami Heat) (1/1)       | Gregg Popovich (San Antonio Spurs) (1/1)    | [ 35 ] |
| Marzo            | Jason Kidd (Milwaukee Bucks) (1/1)      | Terry Stotts (Portland Trail Blazers) (1/1) | [ 36 ] |
| Aprile           | Nate McMillan (Indiana Pacers) (1/1)    | Doc Rivers (Los Angeles Clippers) (1/1)     | [ 37 ] |

## Divise
- Il 12 maggio 2016 gli Utah Jazz rivelano le nuove uniformi.[38]
- Il 15 giugno 2016 i Sacramento Kings rivelano le nuove uniformi.[39]
- Il 14 settembre 2016 i Brooklyn Nets rivelano le nuove uniformi.[40]
- Il 23 settembre 2016 i Golden State Warriors rivelano le nuove uniformi.[41]